# Eberhard Alben
Eberhard (en latín: Eberhardus; c. 1347-1419), fue un noble húngaro de origen alemán que fue obispo de Zagreb desde 1397 a 1406 y de nuevo desde 1410 a 1419, así como ban de Croacia en 1402.

## Orígenes
Según Baltazar Adam Krčelić, historiador croata del siglo XVIII, postuló que Eberhard pertenecía a la Casa de Alben, pero esto todavía no ha sido confirmado por las fuentes, aunque demostró que tenía lazos familiares con los condes de Celje, y Antun Zdenčaj, también del mismo siglo, sugirió que era «pariente de Segismundo de Luxemburgo». Su nombre y el de su padre, Enrique, señalan que tenía un origen alemán.

## Biografía
Eberhard es mencionado por primera vez en 1393, cuando el papa Bonifacio IX lo nombró preboste de Sibinj. En 1396 participó en la batalla de Nicópolis junto al rey Segismundo de Hungría contra los otomanos. En agradecimiento, Segismundo impulsó su nombramiento como obispo de Zagreb en 1397. Durante su mandato, obtuvo diversas posesiones y privilegios, expandiendo su influencia, aunque algunas de sus decisiones, como la donación de Medvedgrad a sus sobrinos, generaron oposición.
También ocupó el cargo de ban de Croacia en 1402, defendiendo territorios para Segismundo contra las ambiciones del rey Ladislao de Nápoles y el rey Ostoja de Bosnia. En 1403, el papa lo destituyó como obispo de Zagreb por su apoyo a Segismundo, pero él continuó en el cargo hasta 1406. Posteriormente, fue trasladado a la diócesis de Gran Varadino, aunque regresó a Zagreb en 1409 y retomó la sede episcopal con la aprobación del antipapa Juan XXIII.
Durante su segundo mandato en Zagreb, fortaleció la administración eclesiástica y promovió la construcción en la catedral. También intervino en asuntos políticos, denunciando la colaboración de ciertos súbditos venecianos con los otomanos. Finalmente, falleció en 1419, siendo enterrado en la catedral de Zagreb, frente al altar de la Santa Cruz, que él mismo había mandado construir.